# 涙キラリ飛ばせ
「涙キラリ飛ばせ」（なみだキラリとばせ）は、小松未歩の21枚目のシングル。2004年4月28日にGIZA studioより発売された。規格品番はGZCA-7050。

## 概要
- 本人曰く「スポ根モノをイメージした」というアップテンポなポップナンバーである。
- プロモーションビデオは大阪府柏原市の大和川河川敷や柏原南口駅付近で撮影が行われている。

## 収録曲
全作詞・作曲／小松未歩
1. 涙キラリ飛ばせ　編曲:古井弘人
出版者:ギザミュージック
2. 恋心　編曲:小林哲
出版者:ギザミュージック
3. Calling　編曲:古井弘人
出版者:ギザミュージック
4. 涙キラリ飛ばせ <Instrumental>

## 収録アルバム
- 『小松未歩 7 〜prime number〜』(#1,2) ※#1はAlbum Ver.
- 『小松未歩 ベスト 〜once more〜』(#1)